# Steinway Musical Instruments
Steinway Musical Instruments, Inc. — американский конгломерат, в который входят компании, производящие музыкальные инструменты. Конгломерат образовался в результате слияния Selmer Industries и Steinway Musical Properties в 1995 году. Наиболее известная дочерняя компания — Steinway & Sons — производитель фортепиано. В настоящее время Steinway Musical Instruments принадлежат фабрики, изготавливающие фортепиано, медные и деревянные духовые музыкальные инструменты, ударные установки, оркестровые ударные инструменты, струнные музыкальные инструменты, части и принадлежности музыкальных инструментов. Корпорация имеет листинг на нью-йоркской бирже.
Согласно информации, представленной на официальном интернет-сайте корпорации Steinway Musical Instruments, её штат включает более 1700 сотрудников, а продукция производится на 11 предприятиях, расположенных в США и Европе.

## Истории корпорации Steinway Musical Instruments
- Май 1995 года — компания Selmer Industries покупает Steinway Musical Properties.
- Июль 1996 года — корпорация Selmer Industries переименовывается в Steinway Musical Instruments.
- Август 1996 года — корпорация произвела первичное размещение акций (тиккер LVB) на нью-йоркской бирже.
- Январь 1997 года — приобретение компании Emerson (производство флейт).
- Декабрь 1998 года — приобретение компании Kluge (производство клавиш фортепиано).
- Март 1999 года — приобретение магазина-салона Steinway Hall в Нью-Йорке (продажа фортепиано).
- Ноябрь 1999 года — приобретение предприятия O.S. Kelly (производство рам для фортепиано).
- Январь 2000 года — приобретение магазина-салона Pianohaus Karl Lang.
- Сентябрь 2000 года — приобретение корпорации United Musical Instruments (производство музыкальных инструментов для оркестров и ансамблей).
- Январь 2003 года — объединение компаний The Selmer Company и United Musical Instruments в одно предприятие, названное Conn-Selmer, Inc.
- Август 2004 года — приобретение компании G. Leblanc (производство музыкальных инструментов для оркестров и ансамблей).
- Май 2008 года — приобретение интернет-магазина ArkivMusic (реализация записей классической музыки).

## Наиболее известные музыкальные инструменты и торговые марки Steinway Musical Instruments
- фортепиано Steinway & Sons
- трубы и тромбоны Bach Stradivarius, King, C.G.Conn, Benge, Holton
- саксофоны Selmer USA
- валторны Holton, C.G.Conn
- кларнеты Leblanc, Backun, Vito
- маршевые духовые инструменты King Ultimate Marching Brass
- малые барабаны и ударные установки Ludwig
- оркестровые ударные и перкуссионные инструменты Musser